# Diplacanthopoma nigripinnis
Diplacanthopoma nigripinnis är en fiskart som beskrevs av John Dow Fisher Gilchrist och Von Bonde 1924. Diplacanthopoma nigripinnis ingår i släktet Diplacanthopoma och familjen Bythitidae. Inga underarter finns listade i Catalogue of Life.